# (4926) Smoktunovskij
(4926) Smoktunovskij – planetoida z pasa głównego asteroid okrążająca Słońce w ciągu 4 lat i 281 dni w średniej odległości 2,83 j.a. Została odkryta 16 września 1982 roku przez Ludmiłę Czernych. Przed nadaniem nazwy planetoida nosiła oznaczenie tymczasowe (4926) 1982 ST6.